# Elezioni europee del 2024 in Francia
Le elezioni europee del 2024 in Francia si sono tenute sabato 8 (in alcuni territori d'oltremare) e domenica 9 giugno (nel territorio metropolitano) per eleggere gli 81 membri del Parlamento europeo spettanti alla Francia.

## Sistema elettorale
Per le elezioni europee, la legge elettorale francese prevede l’applicazione, in un'unica circoscrizione nazionale, di un sistema elettorale a base proporzionale con liste chiuse ed una soglia di sbarramento al 5%.
Le preferenze sono in seguito tradotte in seggi secondo il metodo del quoziente e della più alta media.
Tutte le persone che hanno la cittadinanza francese ed una residenza principale in Francia, i cittadini francesi senza residenza in Francia (c.d. “francesi all'estero”) e altri cittadini dell'Unione (se la loro residenza principale è in Francia) hanno diritto di voto alle elezioni europee nel paese.
L’esercizio attivo del diritto è ammesso dai 18 anni in su, compresi coloro che compiono tale età entro il giorno prima delle elezioni, al più tardi.
L’esercizio del diritto di candidarsi è ammesso per tutte le persone che hanno diritto di voto e hanno raggiunto l'età di 18 anni il giorno prima delle elezioni.
Non è ammesso il voto per posta (eccetto per i detenuti) o il voto elettronico, ma è ammesso il voto per delega. Non è disposto alcun obbligo di voto.

## Risultati
| Liste           | Liste | Partito europeo                 | Gruppo          | Voti       | %     | Seggi          |
| --------------- | --- | ------------------------------- | --------------- | ---------- | ----- | -------------- |
|                 | La France revient! Avec Jordan Bardella et Marine Le Pen (LFR!) • Rassemblement National (RN) • Avvenire Francese (LAF) | • ID • –                        | PfE             | 7.765.936  | 31,37 | 30 –           |
|                 | Besoin d’Europe (Bd’E) • Renaissance (REN) • Movimento Democratico (MoDem) • Horizons (HOR) • Unione dei Democratici e degli Indipendenti (UDI) • Partito Radicale (PR) • Federazione Progressista (FP) • Indipendenti (IND) | • – • ALDE • PDE • – • ALDE • – | RE              | 3.614.646  | 14,60 | 13 5 4 2 1 – 1 |
|                 | Réveiller l'Europe (Rl’E) • Partito Socialista (PS) • Place publique (PP) | • PSE • –                       | S&D             | 3.424.216  | 13,83 | 13 10 3        |
|                 | La France Insoumise - Union Populaire (LFI-UP) • La France Insoumise • Rivoluzione Ecologica per la Vita (REV) • Péyi-A (P-A) • Pour La Réunion (PLR) • Sinistra Ecosocialista (GES)                                         | • OIP/SE (obs) • –              | GUE/NGL         | 2.448.703  | 9,89  | 9 –            |
|                 | La droite pour faire entendre la voix de la France en Europe (LDPFEVFE) • I Repubblicani (LR) • I Centristi-Il Nuovo Centro (LC-LNC)                                                                                         | • PPE • –                       | PPE             | 1.794.171  | 7,25  | 6 –            |
|                 | Europe Écologie (EE) • Europa Ecologia I Verdi (ÉELV) • Alternativa Alsaziana (AA) | • PVE • –                       | Verdi/ALE       | 1.361.883  | 5,50  | 5 –            |
|                 | La France fière, menée par Marion Maréchal et soutenue par Éric Zemmour (LFF) • Reconquête (R!) • Movimento Conservatore (MC)                                                                                                | –                               | • ESN/ECR • ECR | 1.353.127  | 5,47  | 5 4 1          |
|                 | La gauche unie pour le monde du travail (LGUPMT) • Partito Comunista Francese (PCF) • Federazione della Sinistra Repubblicana (FGR)                                                                                          | • SE • –                        | –               | 584.067    | 2,36  | –              |
|                 | Alliance rurale (AR) • Résistons (RES!) | –                               | –               | 582.901    | 2,35  | –              |
|                 | Parti animaliste - Les animaux comptent, votre voix aussi (PA-LACVVA) • Partito Animalista (PA) | APEU                            | –               | 495.936    | 2,00  | –              |
|                 | Altri (<2,00%) | –                               | –               | 1.328.187  | 5,37  | –              |
| Totale          | Totale | Totale                          | Totale          | 24.753.773 | 100   | 81             |
| Voti non validi | Voti non validi | Voti non validi                 | Voti non validi | 716.699    | 2,81  |                |
| Votanti         | Votanti | Votanti                         | Votanti         | 25.470.472 | 51,49 |                |
| Elettori        | Elettori | Elettori                        | Elettori        | 49.462.981 |       |                |